# تشانغ يوكسوان
تشانغ يوكسوان (بالصينية: 张宇璇) مواليد 19 أغسطس 1994 في تيانجين، هي لاعبة كرة مضرب صينية تلعب باليد اليمنى. أعلى مركز لها في تصنيف رابطة محترفات كرة المضرب في الفردي كان 215. أعلى تصنيف لها في الزوجي كان المركز الـ 484 في سنة 2015.

## النهائيات

### الزوجي (1–2)
| الحصيلة | الرقم | التاريخ        | الدورة                         | الأرضية | الشريك        | المنافس                    | النتيجة       |
| ------- | ----- | -------------- | ------------------------------ | ------- | ------------- | -------------------------- | ------------- |
| الوصافة | 1.    | 9 سبتمبر 2012  | محافظة يونغوول، كوريا الجنوبية | صلبة    | تشانغ نانان   | كيم جي يونغ يو مي          | 5–7, 4–6      |
| الفوز   | 1.    | 25 أكتوبر 2015 | سوجو، الصين                    | صلبة    | يانغ زهاوكسان | تيان ران تشانغ كيلين       | 7–6(7–4), 6–2 |
| الوصافة | 2.    | 26 مارس 2016   | تشيوانتشو، الصين               | صلبة    | لو جينغجينغ   | شاكو أوياما ماكوتو نينوميا | 3–6, 0–6      |

## روابط خارجية
- تشانغ يوكسوان على موقع رابطة محترفات التنس (الإنجليزية)
- تشانغ يوكسوان على موقع الاتحاد الدولي لكرة المضرب (الإنجليزية)
- تشانغ يوكسوان على موقع خلاصة التنس.كوم (الإنجليزية)